# Marcin Ćwikła
Marcin Ćwikła (ur. 17 lipca 1973 w Sanoku) – polski hokeista, reprezentant Polski. Trener i działacz hokejowy.
Syn Mieczysława (zm. 1991), wychowanka Cracovii, od 1970 zawodnika Stali Sanok, grającego na pozycji obrońcy. Ojciec Konrada (ur. 1995) także hokeisty.

## Kariera klubowa

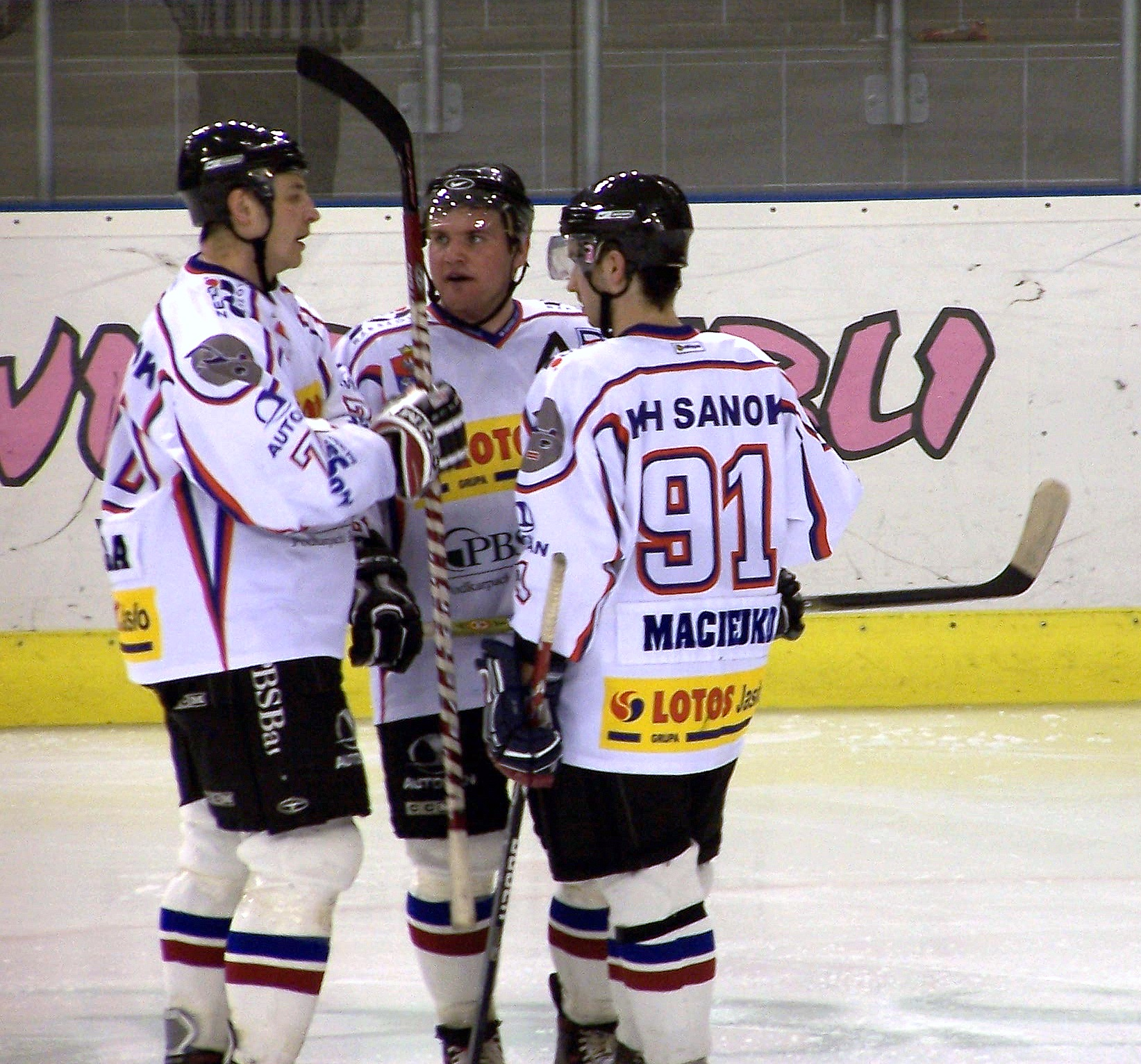
Marcin Ćwikła (z lewej) w 2006.

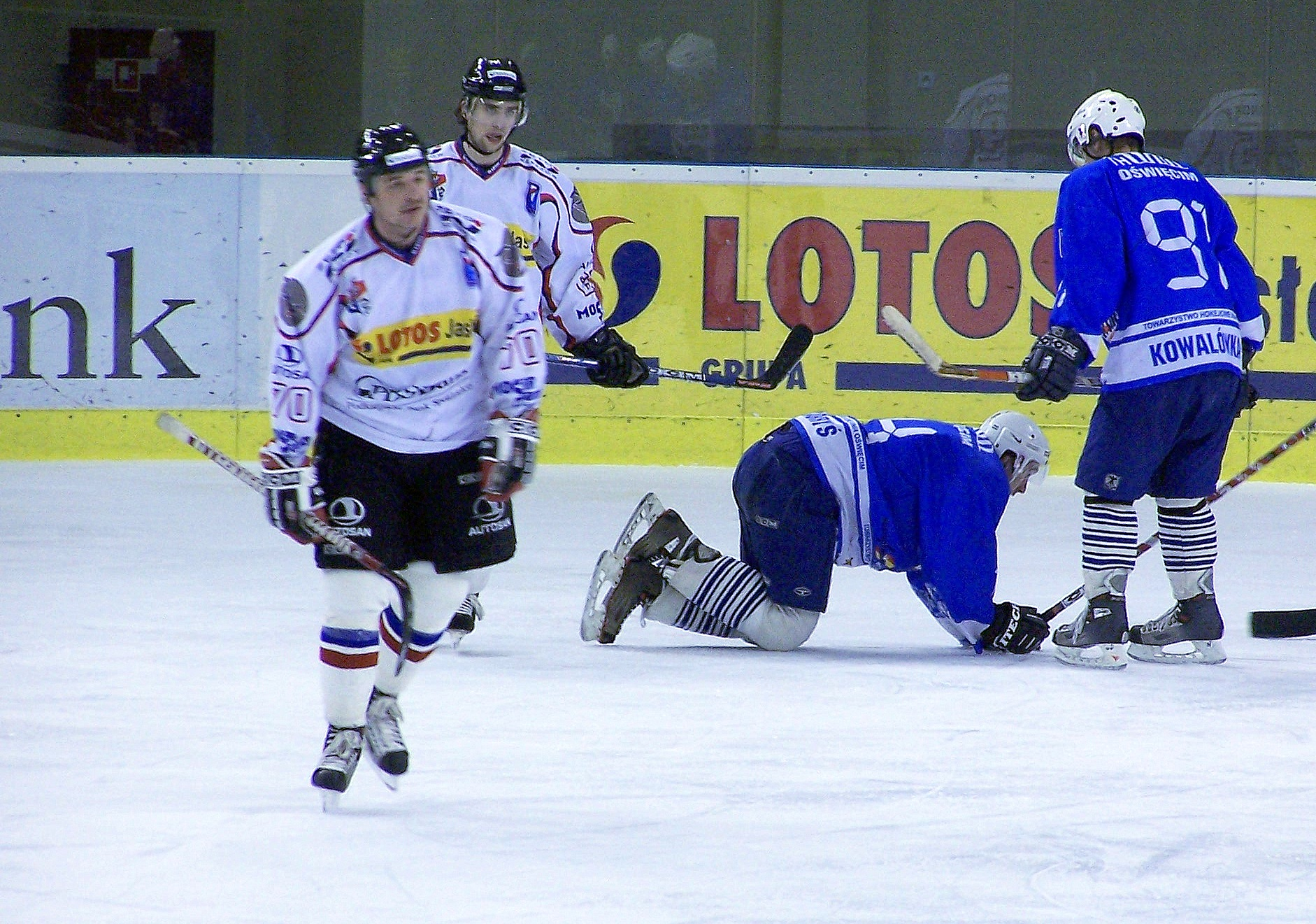
Marcin Ćwikła (z lewej) w 2007

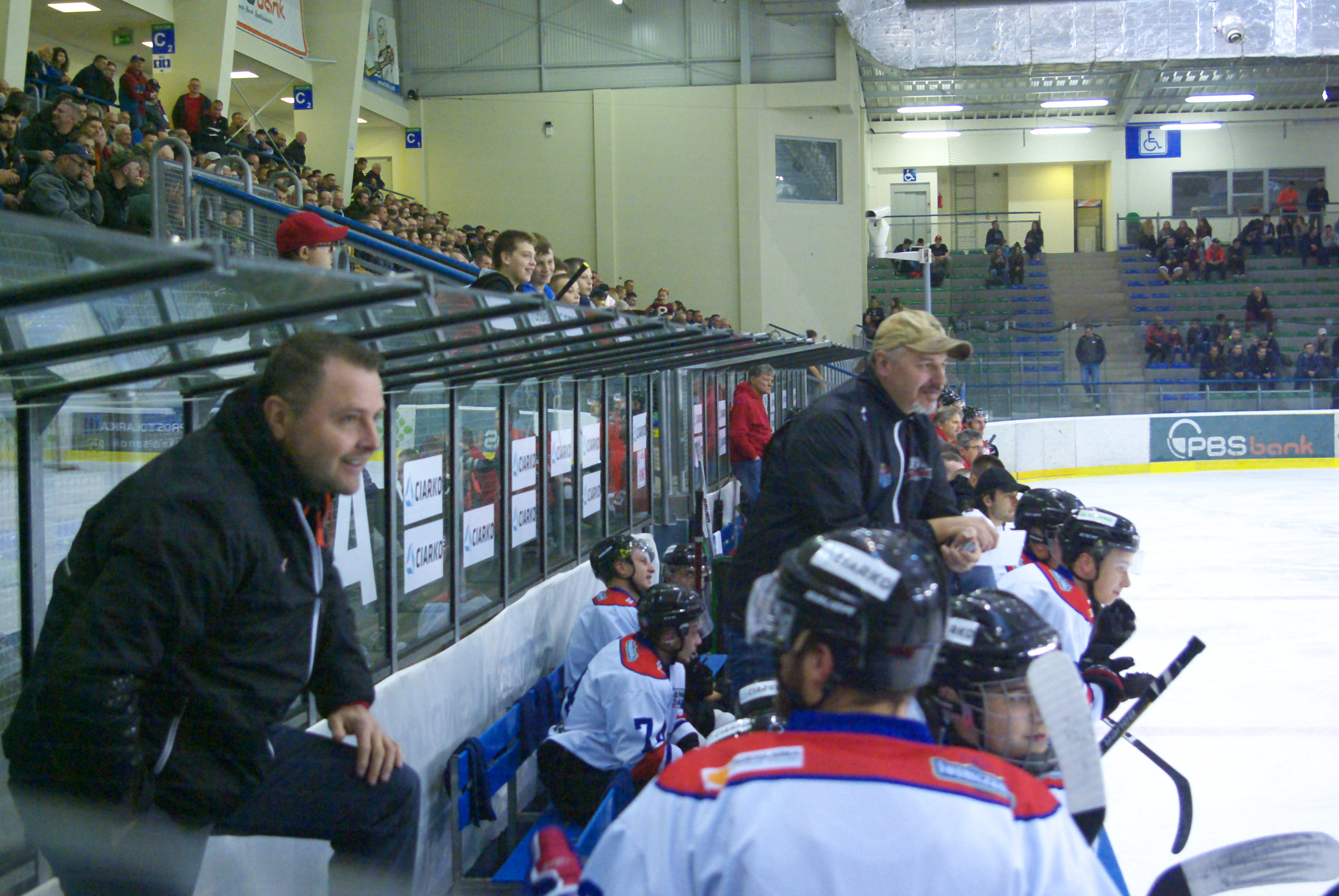
Tomasz Demkowicz i Marcin Ćwikła jako trenerzy Ciarko KH 58 Sanok (2018)

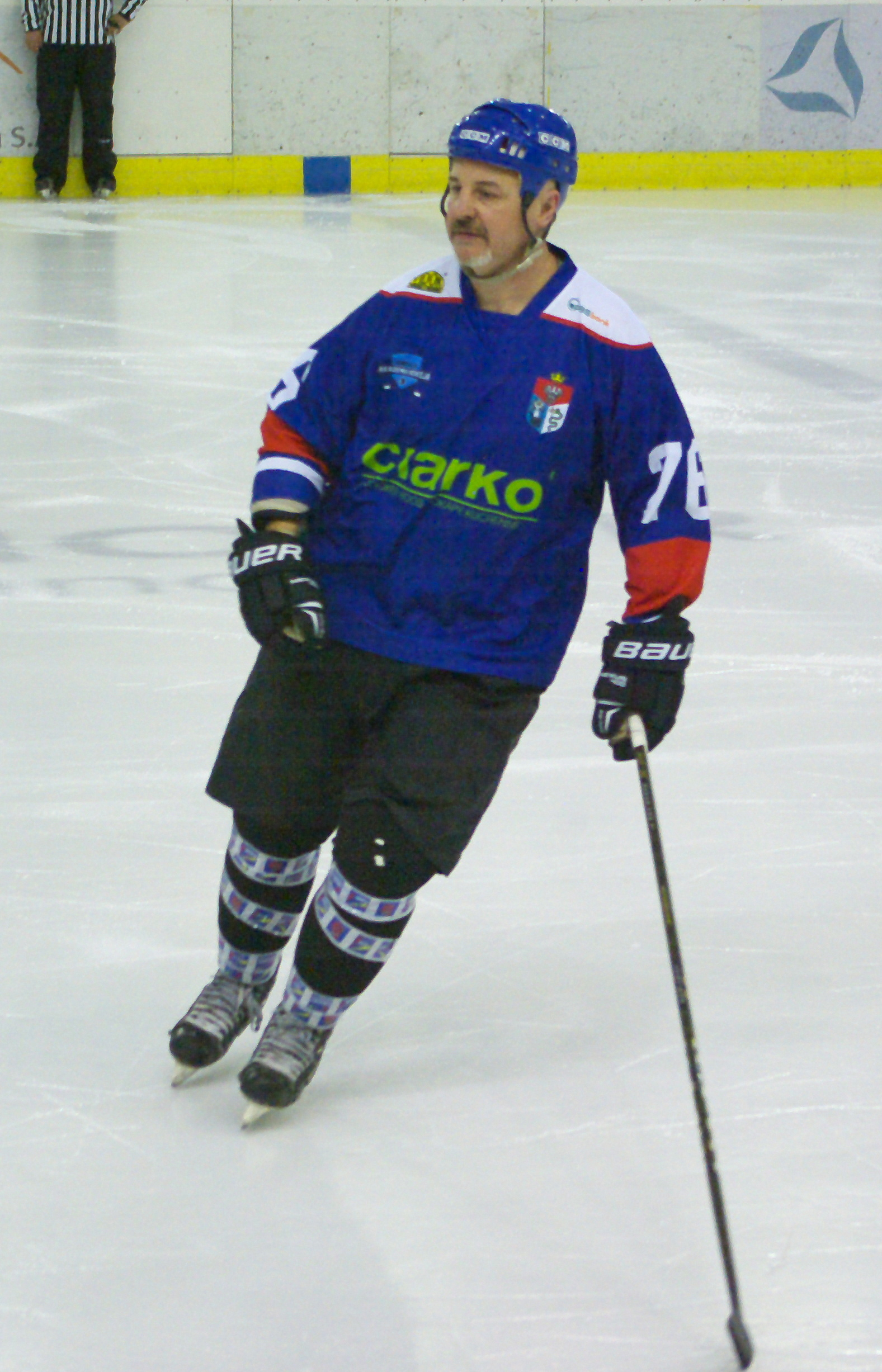
Marcin Ćwikła podczas meczu pokazowego STS Sanok – Ciarko KH 58 Sanok (16 marca 2019)

- Stal Sanok (wychowanek, -1988)
- Cracovia (drużyna spartakiadowa, 1988-1989)
- Stal Sanok (1989-1991)
- Podhale Nowy Targ (1991-1993)
- Falcons St. Catharines (1993-1994)
- STS Sanok (1994-1996)
- Podhale Nowy Targ (1996-1997)
- STS Sanok (1997-1998)
- Podhale Nowy Targ (1998/1999)
- Chesapeake Icebreakers (1998/1999)
- SKH Sanok (1999-2001)
- GKS Tychy (2001-2002)
- KTH Krynica (2002-2003)
- Podhale Nowy Targ (2003-2006)
- KTH Krynica (2006)
- KH Sanok (2006-2010)
- LHT Lublin (2013/2014, 2014/2015)

Karierę hokejową rozpoczął jako uczeń Szkoły Podstawowej nr 4 w Sanoku. Od trzeciej klasy trenował w szkółce hokejowej Stali Sanok, której został wychowankiem. Jego trenerami-wychowawcami byli Jerzy Rożdżyński i Tadeusz Garb. W sezonie 1988/1989 występował w kategorii juniora młodszego w drużynie spartakiadowej klubu Cracovia, po czym przed sezonem II ligi 1989/1990 został zawodnikiem seniorskiego zespołu Stali Sanok, mając wówczas 16 lat. W tej edycji zdobył pierwsze dwa gole ligowe w spotkaniu przeciwko Borucie Zgierz w Sanoku 22 października 1989, a tydzień później 29 października znów dwie bramki w wyjazdowym meczu z Legią KTH Krynica.
Przed sezonem 1991/1992 w wieku 18 lat został zawodnikiem Podhala Nowy Targ (w rozliczeniu za jego transfer STS otrzymał od Podhala 700 kijów hokejowych wyprodukowanych w ZSRR oraz możliwość pozyskiwania zawodników Podhala). W pierwszym sezonie 1992/1993 zdobył brązowy medal mistrzostw Polski, a w drugim 1992/1993 złoty medal. Następnie na zaproszenie Krzysztofa Oliwy wyjechał do Ameryki Północnej i w sezonie 1993/1994 występował w drużynie Falcons z miasta St. Catharines w kanadyjskiej lidze juniorskiej Greater Ontario Junior Hockey League (GOJHL) i zdobył mistrzostwo tych rozgrywek, aczkolwiek w trakcie rozgrywek doznał kontuzji, wykluczającej z gry na trzy miesiące (w tym czasie zamieszkania i pomocy udzielała mu rodzina późniejszego hokeisty Zenona Konopki. Wskutek problemów zdrowotnych oraz w związku z tragiczną śmiercią Zenona Konopki seniora powrócił do Polski. W kolejnych sezonach grał w drużynie sanockiej oraz od 1996 ponownie w nowotarskiej. W sezonie 1998/1999 grał w amerykańskim zespole Chesapeake Icebreakers z Upper Marlboro w stanie Maryland w rozgrywkach ECHL. Od 1999 ponownie był zawodnikiem klubu z Sanoka pod nazwą SKH. Po sezonie 2000/2001 przeszedł do GKS Tychy.
W latach 1992–2010 Marcin Ćwikła rozegrał 18 sezonów w polskiej lidze hokejowej, w sumie 589 meczów, strzelając w nich 174 gole i uzyskując 132 asysty. Na ławce kar spędził 706 minut.
Po zakończeniu sezonu 2009/2010 w barwach sanockiego klubu przerwał karierę. 8 września 2010 poinformował o zakończeniu kariery zawodniczej. Po zakończeniu profesjonalnej kariery zawodniczej podjął występy w półamatorskich rozgrywkach II ligi edycji 2013/2014, 2014/2015 w barwach drużyny LHT Lublin.

## Kariera reprezentacyjna
W wieku juniorskim występował w reprezentacjach Polski do lat 16, do lat 17 (1989), do lat 18 (1989), do lat 20 (1991). Uczestniczył w turniejach mistrzostw Europy juniorów do lat 18 w 1991 oraz mistrzostw świata juniorów do lat 20 grupy B w 1992. Został kadrowiczem seniorskiej kadry Polski. Łącznie w dorosłej kadrze kraju rozegrał 14 spotkań, w których zdobył jednego gola.

## Wykształcenie, działalność szkoleniowa i inna
Ukończył liceum ogólnokształcące i Szkołę Medyczną w Sanoku na kierunku ratownik medyczny. Podjął studia na Uniwersytecie Rzeszowskim.
W wyborach samorządowych 2010 startował do powiatu sanockiego z listy Towarzystwa Przyjaciół Sanoka i Ziemi Sanockiej. Uzyskał 79 głosów i nie zdobył mandatu rady powiatu.
Od 2011 był trenerem młodzików w klubie Ciarko PBS Bank KH Sanok. Od tego czasu niekiedy współkomentował ze Stanisławem Snopkiem mecze klubowe i reprezentacyjnej w hokeju na lodzie, rozgrywane w Sanoku w hali Arena Sanok i transmitowane w TVP Sport. Występuje także w drużynie oldbojów Sanoka (w 2011 zdobył złoty medal na XIX Mistrzostwach Polski Old Boys w hokeju na lodzie, a indywidualnie został uznany Najbardziej Wartościowym Zawodnikiem turnieju).
W kwietniu 2012 został asystentem trenera w klubie Ciarko PBS Bank Sanok. Pełnił tę funkcję przy głównych trenerach, którymi zostali mianowani kolejno Milan Staš, Štefan Mikeš, Tomasz Demkowicz (stanowisko asystenta utrzymał w maju 2013), Miroslav Fryčer (od 11 stycznia 2014), ponownie Demkowicz (połowa 2014) i ponownie Fryčer (od września 2014) do 2015. Został trenerem w założonym w 2007 klubie UKS Niedźwiadki MOSiR Sanok, a 2 czerwca 2016 został wybrany jego prezesem. W 2019 zrezygnował ze stanowiska prezesa.
W połowie 2017 został trenerem reaktywowanego sanockiego zespołu seniorskiego, zgłoszonego do sezonu 2. ligi słowackiej 2017/2018. W 2020 został asystentem głównego trenera, Marka Ziętary, odrodzonego zespołu STS Sanok, zgłoszonego do rozgrywek PHL edycji 2020/2021. Później od 2021 asystował Finowi Miice Elomo, a od 2023 Elmo Aittoli, zaś po zwolnieniu tego drugiego w połowie stycznia 2025, obowiązki szkoleniowe przejęli dotychczasowi asystenci M. Ćwikła i Bogusław Rąpała, a wkrótce potem M. Ćwikła zrezygnował z funkcji.

## Sukcesy
Klubowe
- Brązowy medal mistrzostw Polski: 1992 z Podhalem Nowy Targ
- Złoty medal mistrzostw Polski: 1993, 1997 z Podhalem Nowy Targ
- Mistrzostwo Greater Ontario Junior Hockey League (GHJHL): 1994 z Falcons St. Catharines
- Srebrny medal mistrzostw Polski: 2004 z Podhalem Nowy Targ
- Brązowy medal mistrzostw Polski: 1999, 2006 z Podhalem Nowy Targ, 2002 z GKS Tychy
- Puchar Polski: 2003, 2004 z Podhalem Nowy Targ
- Mistrzostwo Interligi: 2004 z Podhalem Nowy Targ
- Finał Pucharu Polski: 2006 z Podhalem Nowy Targ

Szkoleniowe
- Złoty medal mistrzostw Polski: 2012, 2014 z KH Sanok